# Liste der Gouverneure von Louisiana

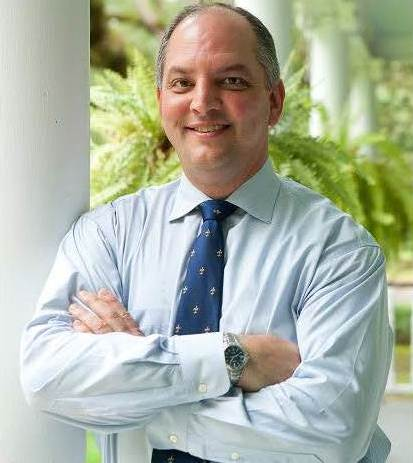
John Bel Edwards, der derzeitige Gouverneur von Louisiana

Diese Liste führt alle Gouverneure des US-Bundesstaates Louisiana und des zuvor bestehenden Orleans-Territoriums auf.

## Orleans-Territorium
| Name                           | Amtszeit  | Partei                |
| ------------------------------ | --------- | --------------------- |
| William Charles Cole Claiborne | 1803–1812 | Democratic Republican |

## Bundesstaat Louisiana
| Name                                        | Amtszeit  | Partei                |
| ------------------------------------------- | --------- | --------------------- |
| William Charles Cole Claiborne              | 1812–1816 | Democratic Republican |
| Jacques Philippe Villeré                    | 1816–1820 | Democratic Republican |
| Thomas Bolling Robertson                    | 1820–1824 | Democratic Republican |
| Henry Schuyler Thibodaux                    | 1824      | Democratic Republican |
| Henry Johnson                               | 1824–1828 | Nationalrepublikaner  |
| Pierre Auguste Charles Bourguignon Derbigny | 1828–1829 | Nationalrepublikaner  |
| Armand Julie Beauvais                       | 1829–1830 | Nationalrepublikaner  |
| Jacques Dupré                               | 1830–1831 | Nationalrepublikaner  |
| André Bienvenu Roman                        | 1831–1835 | Whig                  |
| Edward Douglass White                       | 1835–1839 | Whig                  |
| André Bienvenu Roman                        | 1839–1843 | Whig                  |
| Alexander Mouton                            | 1843–1846 | Demokrat              |
| Isaac Johnson                               | 1846–1850 | Demokrat              |
| Joseph Marshall Walker                      | 1850–1853 | Demokrat              |
| Paul Octave Hébert                          | 1853–1856 | Demokrat              |
| Robert Charles Wickliffe                    | 1856–1860 | Demokrat              |
| Thomas Overton Moore *                      | 1860–1864 | Demokrat              |
| Henry Watkins Allen *                       | 1864–1865 | Demokrat              |
| George Foster Shepley **                    | 1862–1864 | Republikaner          |
| George Michael Hahn **                      | 1864–1865 | Republikaner          |
| James Madison Wells                         | 1865–1867 | Republikaner          |
| Benjamin Franklin Flanders                  | 1867–1868 | Republikaner          |
| Joshua Baker                                | 1868      | Republikaner          |
| Henry Clay Warmoth                          | 1868–1872 | Republikaner          |
| Pinckney Benton Stewart Pinchback           | 1872–1873 | Republikaner          |
| John McEnery                                | 1873–1873 | Demokrat              |
| William Pitt Kellogg                        | 1873–1877 | Republikaner          |
| Francis Redding Tillou Nicholls             | 1877–1880 | Demokrat              |
| Louis Alfred Wiltz                          | 1880–1881 | Demokrat              |
| Samuel Douglas McEnery                      | 1881–1888 | Demokrat              |
| Francis Redding Tillou Nicholls             | 1888–1892 | Demokrat              |
| Murphy James Foster                         | 1892–1900 | Demokrat              |
| William Wright Heard                        | 1900–1904 | Demokrat              |
| Newton Crain Blanchard                      | 1904–1908 | Demokrat              |
| Jared Young Sanders                         | 1908–1912 | Demokrat              |
| Luther E. Hall                              | 1912–1916 | Demokrat              |
| Ruffin Golson Pleasant                      | 1916–1920 | Demokrat              |
| John Milliken Parker                        | 1920–1924 | Demokrat              |
| Henry Luse Fuqua                            | 1924–1926 | Demokrat              |
| Oramel Hinckley Simpson                     | 1926–1928 | Demokrat              |
| Huey Pierce Long                            | 1928–1932 | Demokrat              |
| Alvin Olin King                             | 1932–1932 | Demokrat              |
| Oscar Kelly Allen                           | 1932–1936 | Demokrat              |
| James Albert Noe                            | 1936–1936 | Demokrat              |
| Richard Webster Leche                       | 1936–1939 | Demokrat              |
| Earl Kemp Long                              | 1939–1940 | Demokrat              |
| Sam Houston Jones                           | 1940–1944 | Demokrat              |
| James Houston Davis                         | 1944–1948 | Demokrat              |
| Earl Kemp Long                              | 1948–1952 | Demokrat              |
| Robert Floyd Kennon                         | 1952–1956 | Demokrat              |
| Earl Kemp Long                              | 1956–1960 | Demokrat              |
| James Houston Davis                         | 1960–1964 | Demokrat              |
| John Julian McKeithen                       | 1964–1972 | Demokrat              |
| Edwin Washington Edwards                    | 1972–1980 | Demokrat              |
| David Conner Treen                          | 1980–1984 | Republikaner          |
| Edwin Washington Edwards                    | 1984–1988 | Demokrat              |
| Charles Elson Roemer                        | 1988–1992 | Republikaner          |
| Edwin Washington Edwards                    | 1992–1996 | Demokrat              |
| Murphy James Foster Jr.                     | 1996–2004 | Republikaner          |
| Kathleen Babineaux Blanco                   | 2004–2008 | Demokrat              |
| Piyush Jindal                               | 2008–2016 | Republikaner          |
| John Bel Edwards                            | 2016–2024 | Demokrat              |
| Jeff Landry                                 | seit 2024 | Republikaner          |

* Konföderierte Gouverneure
** US-amerikanische Militär-Gouverneure